# Horst Grund

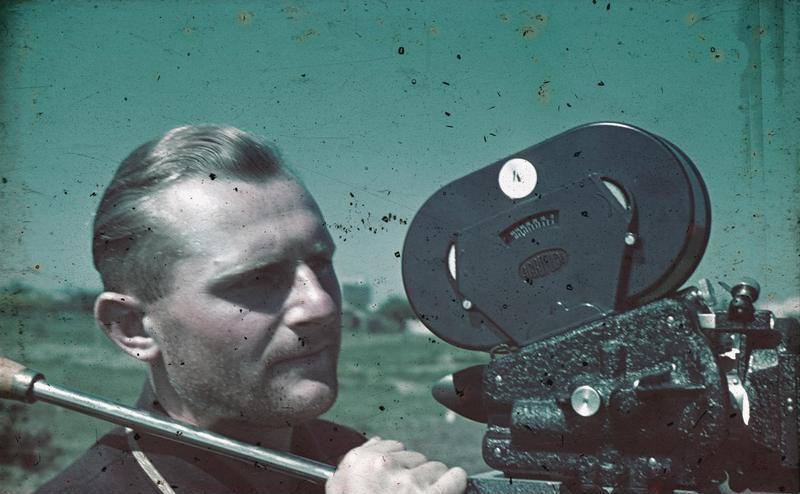
Horst Grund se svou kamerou, Constanţa, 1941

Horst Grund (29. července 1915 Berlín – 8. května 2001 Düsseldorf) byl německý fotograf a kameraman.

## Život a dílo
V průběhu druhé světové války byl zaměstnán u německé propagandistické skupiny Propagandakompanie (takzvané Propagandatruppe) válečného námořnictva. Pracoval na propagování barevného filmu.
Po válce byl stále aktivní. Filmoval během LOH 1952 v Helsinkách nebo spolupracoval s německým filmovým žurnálem Blick in die Welt.

## Galerie

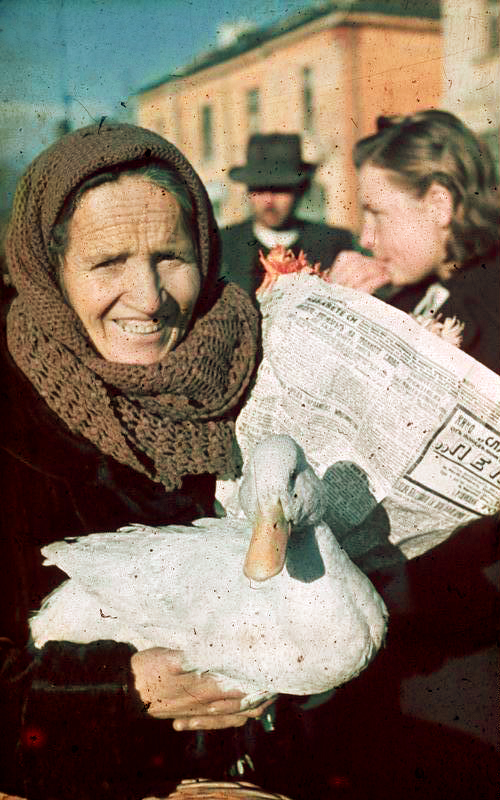
Stará žena s husou, Sofia
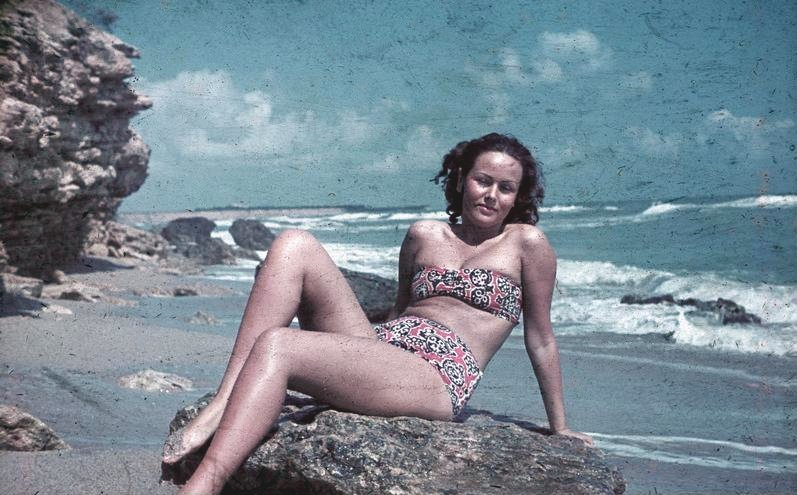
Černé moře, dívka na břehu
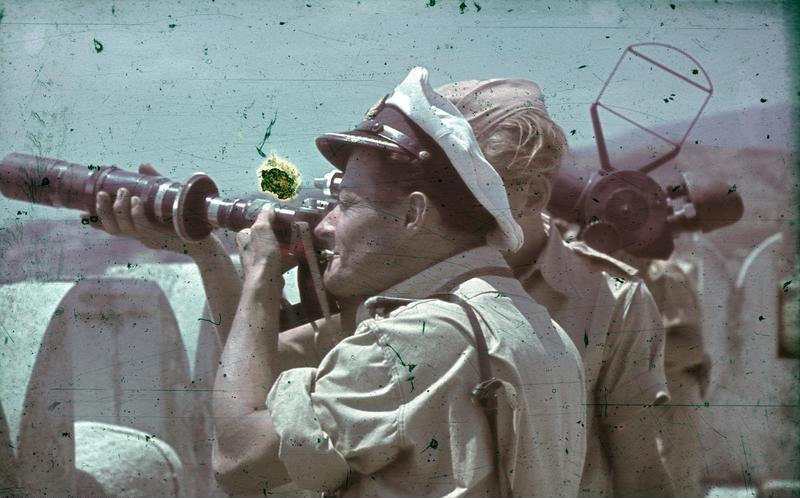
Messina
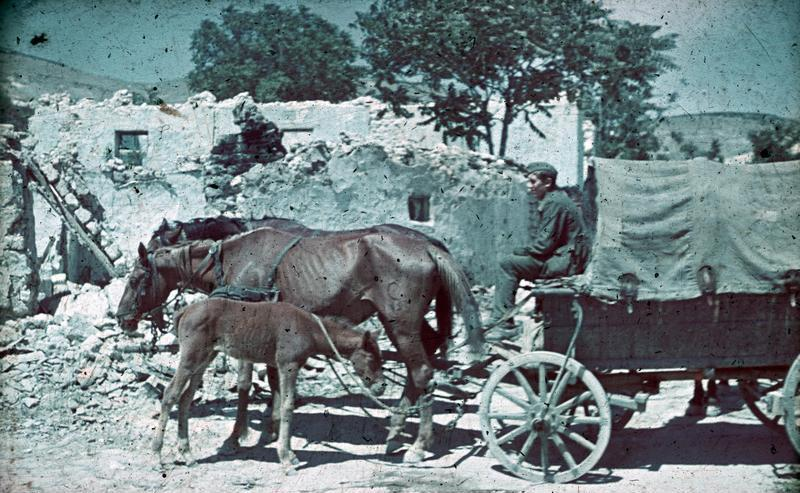
Rusko
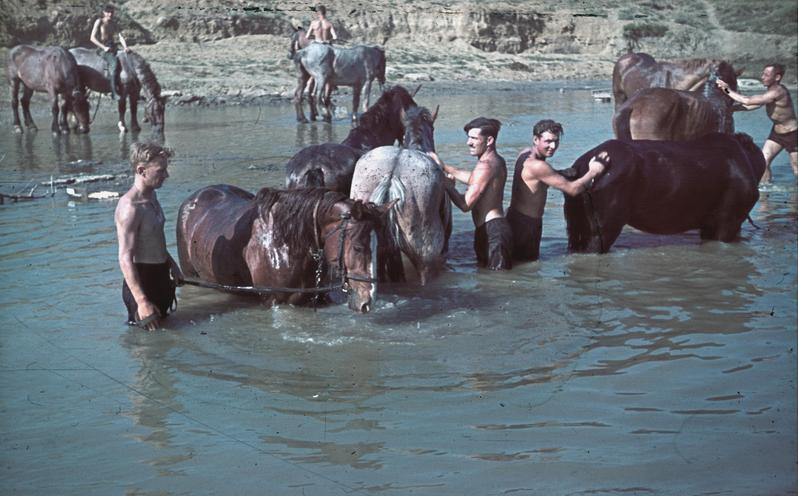
Rusko
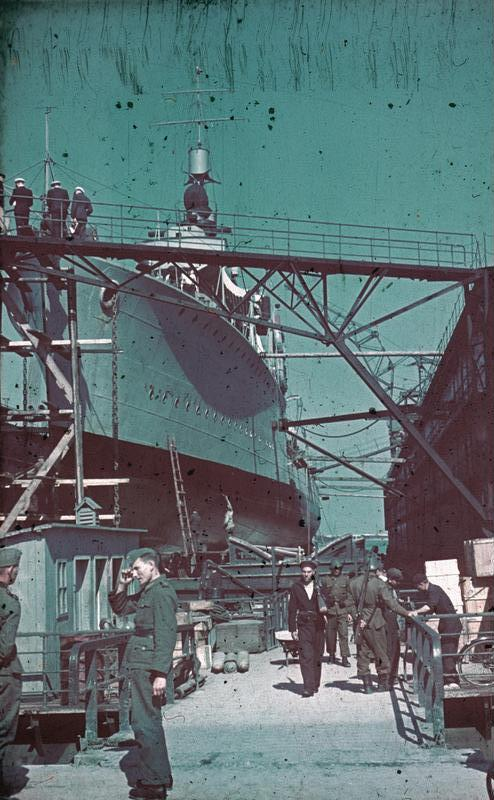
Loď v přístavním doku, Konstanza
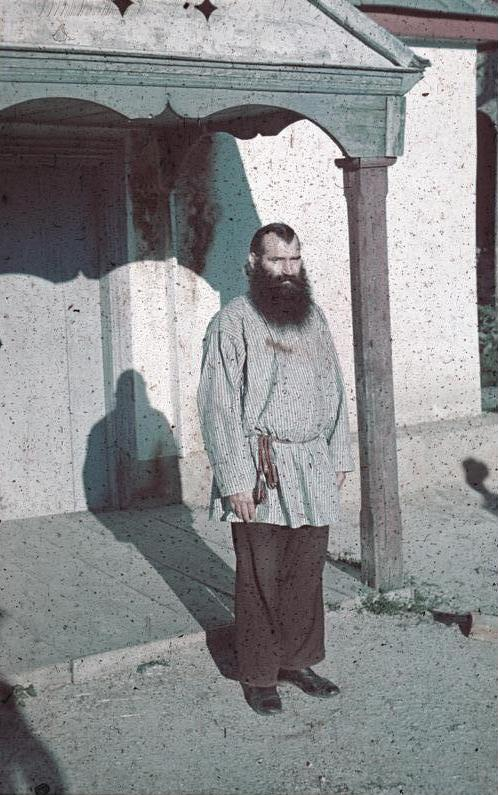
Muž s plnovousem před kostelem, Rumunsko
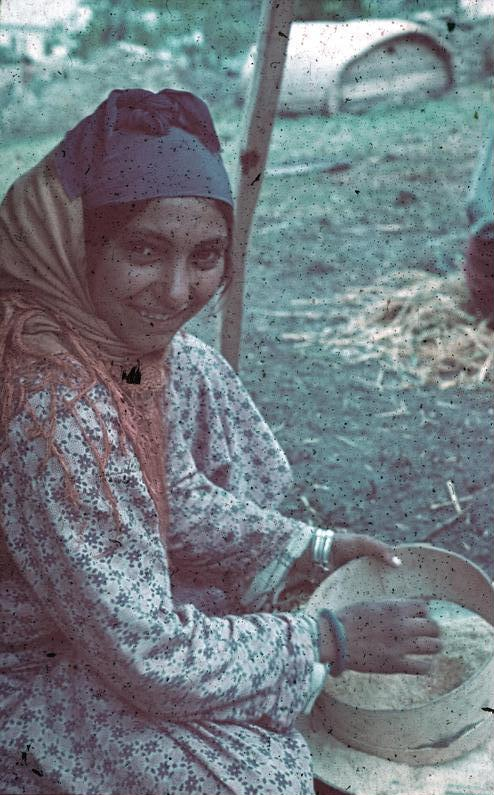
Zemědělci, Rumunsko
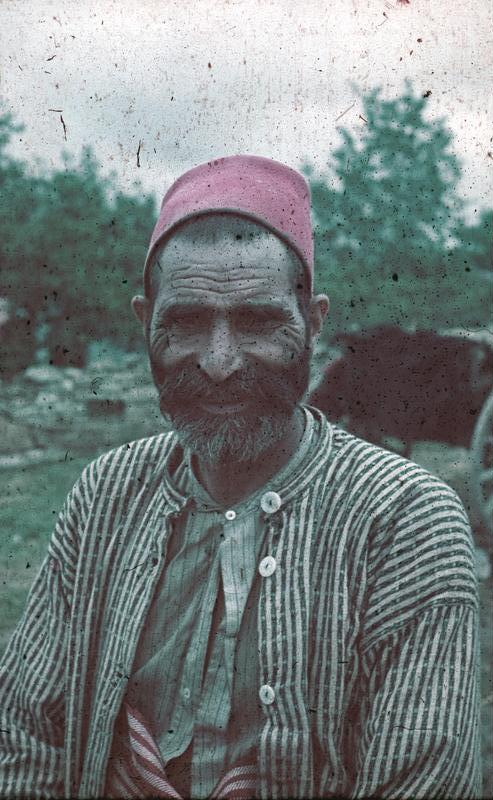
Zemědělci, Rumunsko
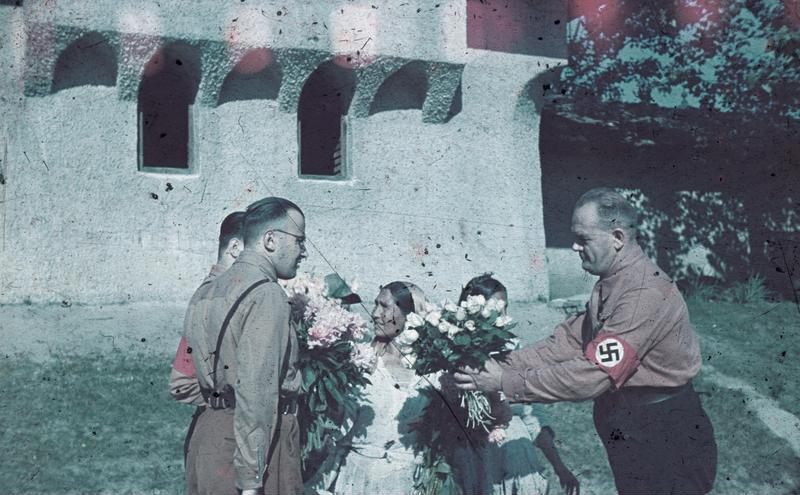
Příslušníci NSDAP s dárky, Rumunsko, 1941
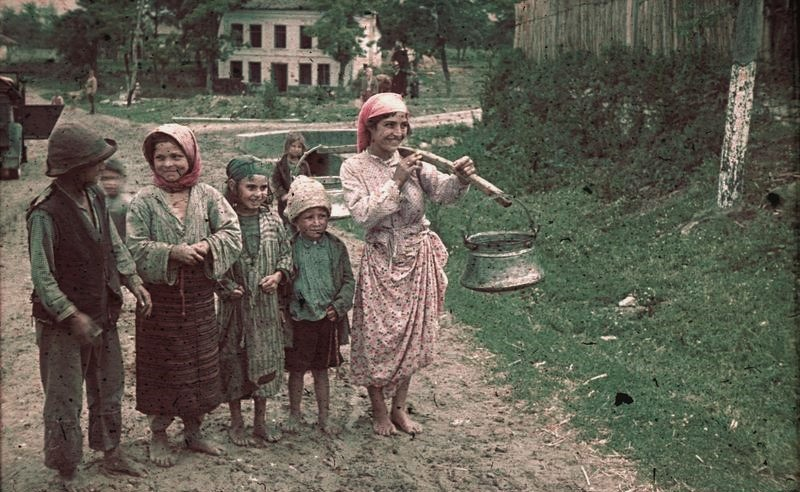
Děti na nezpevněné cestě, Rumunsko, 1941